# Between Two Churches
Between Two Churches è il quinto album in studio del cantautore  inglese Black, uscito nel 2005. L’album è, in realtà, l’ottavo, se si considerano anche i dischi pubblicati come Colin Vearncombe invece che con lo pseudonimo Black.

## Tracce
Testi e musiche di Black, eccetto se diversamente indicato.
1. Come Out of the Rain – 2:57
2. Cold Chicken Skin – 3:49 (Black e William Topley)
3. Charlemagne – 3:51
4. Teenage Wall – 4:20
5. Same Mistake Twice – 3:59 (Black e William Topley)
6. In a Heartbeat – 3:36
7. Two Churches – 5:08
8. If You're All Done Dying – 3:40
9. Signal Black Spot – 4:21
10. Her Coat and No Knickers – 5:51
11. Are You Having a Wonderful Life? – 2:35
12. History of Rock 'N' Roll Part 1 – 4:52